# Filareto (cubiculário)
Filareto (em latim: Philaretus) foi um oficial bizantino do século VII, ativo durante o reinado de Heráclio (r. 610–641). Como cubiculário e cartulário, em 4 de outubro de 612, escoltou Eudóxia Epifânia para Santa Sofia após sua coroação como augusta no Grande Palácio de Constantinopla. Em 22 de dezembro de 612 (segundo Teófanes, o Confessor) ou 22 de janeiro de 613 (segundo a Crônica Pascoal), escoltou Heráclio Constantino para Santa Sofia após sua coroação como augusto no Grande Palácio e Hipódromo.